# ポール・ド・マン
ポール・ド・マン（Paul de Man、1919年12月6日 - 1983年12月21日）は、アメリカ合衆国の文学理論家、文学者、哲学者。

## 経歴
1919年、ベルギー・アントウェルペンで生まれた。ブリュッセルのエコール・ポリテクニークで工学を学び、ブリュッセル自由大学で化学と哲学を学んだ。第二次世界大戦後の1946年、アメリカに移住。
1960年、ハーバード大学でPh.D.を取得。その後は、コーネル大学、ジョンズ・ホプキンス大学で教鞭をとり、イェール大学で教授を務めた。死後、ナチス・ドイツ統治期の反ユダヤ的文章が見つかり批判された。

## 研究内容・業績

### 文学研究者として
- デリダの影響を受けて脱構築批評を確立したイェール学派の代表的存在となり、アメリカ合衆国及び英語圏での文学研究にドイツ及びフランスの哲学的（大陸哲学的）方法を輸入した著名な学者の一人として有名。
- 誤読、精神分析、脱構築、修辞学を中心に文学作品を独自の手法で読み解いた。
- 弟子に、ポストコロニアル批評家ガヤトリ・C・スピヴァクがいる。日本人では、作家水村美苗が教えを受けている。

## 戦時中のジャーナリスト活動と反ユダヤ的著作
第二次世界大戦中の1941年3月4日、ポール・ド・マンは親ナチス新聞 Le Soirに「Les Juifs dans la littérature actuelle（現代文学におけるユダヤ人）」を発表し「ヨーロッパ人の生活のあらゆる局面にユダヤ的な干渉があったにもかかわらず、われわれの文明はその完全な独自性と特質を維持することで、その根本性質が健全なものであることを立証した」「ヨーロッパから隔離された地にユダヤ人居留地を設営するというユダヤ人問題への解決策は、西洋の文学生活には少しも嘆かわしい結果をもたらさない」と論じ、この他にもジャーナリストとして数編の記事を書いた。
1988年、オルトウィン・ド・グラーフが戦時中にポール・ド・マンが親ナチス雑誌 Le Soirに掲載していた記事を発見した。その後、ヴェルナー・ハーマッハー、ニール・ハーツ、トマス・キーナンが編集した「Wartime Journalism 1939–1943 by Paul de Man」(University of Nebraska Press, 1988)が刊行され、ポール・ド・マンの反ユダヤ主義的発言をめぐって論争となった。
ジェフリー・ゴルト・ハーパムは、ポール・ド・マンの「非道徳性やホロコーストへの加担、場当たり的行動」が議論されるようになってしまったと述べている。
ポール・ド・マンの「現代文学におけるユダヤ人」における「ヨーロッパから隔離された地にユダヤ人居留地を設営するというユダヤ人問題への解決策」とはマダガスカル計画のことであり、マダガスカル計画はアメリカ大統領フランクリン・ルーズベルト主導で考案されたユダヤ難民救済政策であり、その後、ヒトラーとビウス2世教皇や、フランス、イギリス政府でも話題にされたとマーティン・マックィランは述べている。

## 家族・親族
- 叔父：アンリ・ド・マン（ヘンドリック・ド・マン）は、政治家・元フランクフルト大学教授。ナチス・ドイツ統治下の対独協力者の一人である。

## 著作
- Blindness & Insight: Essays in the Rhetoric of Contemporary Criticism, (Oxford University Press, 1971).
宮﨑裕助・木内久美子訳『盲目と洞察――現代批評の修辞学における試論』（月曜社, 2012年）
- Allegories of Reading: Figural Language in Rousseau, Nietzsche, Rilke, and Proust, (Yale University Press, 1979).
土田知則訳『読むことのアレゴリー――ルソー、ニーチェ、リルケ、プルーストにおける比喩的言語』（岩波書店, 2012年／講談社学術文庫, 2022年）
- The Rhetoric of Romanticism, (Columbia University Press, 1984).
山形和美・岩坪友子訳『ロマン主義のレトリック』（法政大学出版局, 1998年、新装版2014年）
- The Resistance to Theory, (Manchester University Press, 1986).
大河内昌・冨山太佳夫訳『理論への抵抗』（国文社, 1992年）
- Wartime Journalism, 1939-1943, ed., by Werner Hamacher, Neil Hertz, and Thomas Keenan, (University of Nebraska Press, 1988).
- Critical Writings, 1953-1978, ed., by Lindsay Waters, (University of Minnesota Press, 1989).
- Romanticism and Contemporary Criticism: the Gauss Seminar and Other Papers, ed., E. S. Burt, Kevin Newmark and Andrzej Warm, (Johns Hopkins University Press, 1993).
中山徹ほか訳『ロマン主義と現代批評　ガウス・セミナーとその他の論稿』（彩流社, 2019年）
- Aesthetic Ideology, ed., by Andrzej Warminski, (University of Minnesota Press, 1996).
上野成利訳『美学イデオロギー』（平凡社, 2005年／平凡社ライブラリー, 2013年）

ジャーナリズムでの寄稿
- Wartime Journalism 1939–1943 by Paul de Man」University of Nebraska Press, 1988,

ヴェルナー・ハーマッハー、ニール・ハーツ、トマス・キーナン編
- 土田知則訳、ポール・ド・マン「ドイツ占領下時代の新聞記事5篇」『思想』1059号、2012年7月号、岩波書店